# Маноло Касерес
Мануель Касерес Артесеро (ісп. Manuel Cáceres Artesero, знаний як Маноло або Маноло-барабанщик ісп. Manolo el del Bombo); 15 січня 1949, Сан-Карлос-дель-Вальє, Сьюдад-Реал, Іспанія — 1 травня 2025, Монкофа, Кастельйон, Іспанія) — вболівальник футбольного клубу «Валенсія» та збірної Іспанії з футболу. Британська газета «Ґардіан» назвала його «найвідомішим уболівальником не тільки Іспанії, а й на планеті».

## Біографія
Народився у невеликому містечку Сан-Карлос-дель-Вальє у провінції Сьюдад-Реаль на півдні Іспанії. У дитинстві недовго займався футболом у школі місцевої футбольної команди, але подальшого продовження заняття професійним спортом не здобули. У 5 років з сім'єю переїхав до Уески (в Арагоні). Там Маноло вперше почав ходити на футбол, ставши вболівальником «Сарагоси».
Якось Маноло спала цікава думка — взяти з собою на стадіон барабан. Незабаром ідея переросла у захоплення: на кожному домашньому матчі «Сарагоси» Маноло з'являвся з барабаном, активно відбиваючи ритм. Тоді він і отримав прізвисько «Маноло-барабанщик».

## Маноло у Валенсії
Згодом клубні симпатії Маноло змінилися: він став вболівати за «Валенсію» — команду з міста, куди Маноло переїхав 1982 року. Поступово Маноло став знаменитістю Валенсії та одним із символів однойменного футбольного клубу.
1987 року від нього пішла дружина, не витримавши його трибу.
За 25 років не пропустив жодного домашнього матчу «кажанів», однак 2006 року, посварившись з керівництвом клубу, перестав відвідувати «Месталью».
У Валенсії відкрив власний бар неподалік стадіону «Местальї». В інтер'єрі закладу використав безліч футбольної атрибутики, на стінах були фотографії Маноло з футболістами збірної Іспанії та королем Хуаном Карлосом I. До середини 2020 року Маноло закрив бар і, за його власними словами, перебував у «дуже скрутному» фінансовому становищі.

## Зі збірною Іспанії
Його перша міжнародна поїздка на підтримку збірної Іспанії з футболу відбулася на Кіпр 1979 року. Але саме після Чемпіонату світу 1982 року в Іспанії, куди він дістався автостопом, його популярність зросла і його стали називати «не просто черговим уболівальником, а справжнім уболівальником» (par excellence). Під час фіналу Кубка Іспанії 1983 року його зустрів король Хуан Карлос I і вручив йому пам'ятну дошку від імені іспанських уболівальників.
За останні 30 років життя Маноло практично не пропускав ігор збірної Іспанії, крім товариських зустрічей. Єдина причина, яка могла перешкодити йому побувати на матчі — проблеми зі здоров'ям, як це сталося, наприклад, з грою Іспанія — Парагвай на Чемпіонаті світу 2010 року.
Зі своєї збірної Маноло побував на десяти чемпіонатах світу. На стадіоні з'являвся у футболці іспанської збірної з номером 12, чорному баскському береті та з великим барабаном, на одному боці якого зображено герб Федерації футболу Іспанії та напис «Барабанщик Іспанії Маноло» (ісп. MANOLO — El Bombo de España), а на іншій — напис «Спорту — так, насильству — ні» (ісп. DEPORTE SI, VIOLENCIA NO).
2010 року на початку групового етапу Чемпіонату світу в ПАР Маноло передбачив перемогу іспанців на Мундіалі та майбутніх суперників збірної на всіх стадіях плей-оф. Вгадавши у випадку з 1/8 та 1/4 фіналу, з учасниками півфіналу та фіналу Маноло помилився.
Після Чемпіонату світу з футболу в Росії заявив, що більше не їздитиме на матчі збірної Іспанії в інші країни, оскільки його не пускали на стадіони в Казані та Калінінграді. Однак на чемпіонаті Європи 2020 року на матчі 1/4 фіналу проти Швейцарії в Санкт-Петербурзі Маноло з'явився на трибунах.
Помер 1 травня 2025 у Вільярреалі через проблеми з диханням у 76 років. Сім'я підозрює, що смерть спричинило вимкнення електроенергії, оскільки Маноло був підключений до апарату штучної вентиляції легень протягом останніх днів.